# Escut de Xella
L'escut de Xella és un símbol representatiu oficial de Xella, municipi del País Valencià, a la comarca de la Canal de Navarrés. Té el següent blasonament:
| « | Escut quadrilong de punta redona, truncat. Al primer, d'or, quatre pals de gules. Al segon, d'or, un bou passant de gules terrassat de sinople; bordura amb vuit feixos de blat d'or. Per timbre, una corona reial oberta. | » |

## Història
Resolució del 12 de setembre de 2003, del conseller de Justícia i Administracions Públiques, per la qual es modifica l'escut aprovat el 1973. Publicat en el DOGV núm. 4.601, del 3 d'octubre de 2003.
Els quatre pals indiquen que la vila era una possessió reial, que passà més endavant als ducs de Gandia. La segona partició de l'escut presenta les armories dels Borja, ducs de Gandia; precisament fou un dels membres d'aquesta família, Francesc Carles de Borja, qui el 1611 va atorgar a Xella la carta de població.